# 上山口新田
上山口新田（かみやまぐちしんでん）は、埼玉県さいたま市見沼区の大字。北に飛地がある。郵便番号は337-0044。

## 地理
さいたま市見沼区の南西部の大宮台地に挟まれた沖積平野に位置する。地区の北東部に微高地も見られるが、地区の約9割が低地である。かつては見沼の一部で、干拓され見沼田圃となった。新右エ門新田の北に飛地がある。地区の東側を緑区三浦、南側を浦和区三崎、西側を浦和区大原、北側を大宮区天沼町や中川と隣接する。全域が市街化調整区域であり、芝川周辺に農地が多く、南西部の芝川に架かる山口橋付近や飛地に住居が集まっている。

## 歴史
- もとは江戸期より新田村名の上山口新田で独立していた。武蔵国足立郡見沼領に属していた。地名は享保年間この地を開発した鯉屋山口藤左衛門の名に因む[6][4]。村高は当初は163石、幕末では257石。助郷は日光御成街道大門宿や中山道浦和宿に出役していた。化政期の戸数は11軒で、村の規模は東西10町余、南北3町余であった[6]。用水は西縁用水のほか、その分水である砂村分水を利用していたが、地理的に用水の確保が困難で、洪水や旱魃に苦しめられていたようである[6]。

- はじめは幕府領。以降変遷なし[6][4]。なお、検地は1731年（享保16年）、1789年（寛政元年）、1794年（寛政6年）にそれぞれ実施。
- 1828年（文政11年）より浦和宿寄場組合に所属[6]。
- 幕末時点では足立郡上山口新田であった。明治初年の『旧高旧領取調帳』の記載によると、代官大竹左馬太郎支配所が管轄する幕府領であった[7]。
- 1868年（慶応4年）6月19日 - 幕府領が武蔵知県事・山田政則（忍藩士）の管轄となる。
- 1869年（明治2年） 
  - 1月13日 - 武蔵知県事・宮原忠英の管轄区域に大宮県を設置。県庁は東京府馬喰町に置かれる。
  - 9月29日 - 県庁が浦和に置かれ浦和県に改称。
- 1871年（明治4年）11月13日 - 第1次府県統合により埼玉県の管轄となる。
- 1879年（明治12年）3月17日 - 郡区町村編制法により成立した北足立郡に属す。郡役所は浦和宿に設置。
- 1889年（明治22年）4月1日 - 町村制施行により、片柳村・山村・東新井村・中川村・笹丸村・御蔵村・染谷村・南中野村・南中丸村・上山口新田・西山村新田・新右エ門新田・加田屋新田が合併し、新たな片柳村が成立[8]。片柳村の大字上山口新田となる[6]。
- 1954年（昭和29年） - 片柳村上山口新田の一部を浦和市に編入[6]。浦和市大字上山口新田となる。
  - 見沼代用水より南側、現在の浦和区三崎の一部
- 1955年（昭和30年）1月1日 - 片柳村が指扇村・馬宮村・植水村・春岡村・七里村とともに大宮市へ編入[9]。大宮市の大字となる。
- 1958年（昭和33年） - 大宮市上山口新田の一部を浦和市上山口新田に編入[6]。
  - 現在の浦和区三崎の東側に、長方形の上山口新田地区があった。
- 1960年（昭和35年） - 地内に大宮市第一衛生処理場（現、大宮南部浄化センター）が開設される。
- 1979年（昭和54年）3月31日 - 大浦土地改良事業完了により、浦和市大字上山口新田および三室、下木崎の各一部から、浦和市大字三崎（現在の浦和区三崎）が成立。これにより浦和市大字上山口新田は消滅する[10]。
- 2001年（平成13年）5月1日 - 大宮市が、浦和市、与野市と合併しさいたま市となり、さいたま市の大字となる。
- 2003年（平成15年）4月1日 - さいたま市が政令指定都市に移行し、見沼区の大字となる。
- 2006年（平成18年）8月4日 - 首都高速埼玉新都心線の新都心出入口 - さいたま見沼出入口間が開通する。
- 2007年（平成19年）2月 - 首都高速埼玉新都心線の高架下やその周辺に「見沼たんぼ首都高ビオトープ」の整備が完了する[11]。

### 地名の由来
見沼の干拓（享保年間）は殆どが村請けで持添新田開発として実施されたが、「上山口新田」と「下山口新田」のエリアは町人請けとし、江戸の商人鯉屋藤左衛門が開発した。
鯉屋の姓が山口であったことから、北部の当地を上山口新田、南部を下山口新田（現在の緑区下山口新田）と名付け、今日に至る。

### 存在していた小字
- 向山・川口・大山・屋敷・悪水向・大野[12]

## 世帯数と人口
2017年（平成29年）9月1日現在の世帯数と人口は以下の通りである。
| 大字       | 世帯数  | 人口  |
| ---------- | ------- | ----- |
| 上山口新田 | 324世帯 | 688人 |

## 小・中学校の学区
市立小・中学校に通う場合、学区（校区）は以下の通りとなる。
| 番地 | 小学校                 | 中学校                   |
| ---- | ---------------------- | ------------------------ |
| 全域 | さいたま市立芝川小学校 | さいたま市立第二東中学校 |

## 交通
地区内に鉄道は敷設されていない。

### 道路
- 首都高速道路埼玉新都心線 (S2)
- 中川分水通り

### バス
- 国際興業バス
  - さいたま東営業所
    - 大12 ： 大宮駅東口→氷川参道→芝川新橋→大正坂→円蔵院下→西浦→中川天神→芝川新橋→氷川参道→大宮駅東口〈中川循環〉
    - 大12-2 ： 大正坂→円蔵院下→西浦→中川天神→芝川新橋→氷川参道→大宮駅東口（朝のみ）
    - 大12-3 ： 大宮駅東口→氷川参道→芝川新橋→大正坂→円蔵院下→西浦（夜間のみ）

## 施設
- 大宮南部浄化センター
  - みぬま見聞館・自然庭園を併設
- 神明神社
- 見沼たんぼ首都高ビオトープ